# هالمتوف (شهر توس)
هالمتوف جماعت و شهرکی در جنوب غربی کشور تاجیکستان است که در ناحیهٔ شهر توس ولایت ختلان قرار دارد. جمعیت این جماعت ۲۳۲۲۳ است.